# Temporada 1957-1958 del RCD Espanyol
Dades de la Temporada 1957-1958 del RCD Espanyol.

## Fets Destacats
- 15 d'agost de 1957: Gira Europea: AS Mònaco 0 - Espanyol 2[4]
- 18 d'agost de 1957: Gira Europea: FC Basel 1 - Espanyol 4[5]
- 21 d'agost de 1957: Gira Europea: FC Rouen 1 - Espanyol 2[6]
- 25 d'agost de 1957: Gira Europea: Antwerp FC 3 - Espanyol 3[7]
- 28 d'agost de 1957: Gira Europea: Alemannia Aachen 2 - Espanyol 4[8]
- 1 de setembre de 1957: Gira Europea: Olympique Lyon 1 - Espanyol 2[9]
- 4 de setembre de 1957: Gira Europea: Stade Reims 2 - Espanyol 1[10]
- 26 de desembre de 1957: Amistós: Espanyol 5 - FK Austria Wien 2[11]
- 26 de gener de 1958: Lliga: Espanyol 4 - Atlètic de Madrid 1[12]
- 23 de març de 1958: Lliga: Espanyol 2 - FC Barcelona 1[13]
- 27 d'abril de 1958: Lliga: Espanyol 5 - Sporting de Gijón 1[14]

## Resultats i Classificació
- Lliga d'Espanya: Vuitena posició amb 28 punts (30 partits, 11 victòries, 6 empats, 13 derrotes, 48 gols a favor i 46 en contra).
- Copa d'Espanya: Eliminat pel Reial Valladolid a vuitens de final en el partit de desempat.

## Plantilla
| P   | Jugador                | Lliga | Lliga | Copa d'Espanya | Copa d'Espanya |
| P   | Jugador                | PJ    | G     | PJ             | G              |
| --- | ---------------------- | ----- | ----- | -------------- | -------------- |
| POR | Josep Vicente          | 28    | -45   | 3              | -4             |
| POR | Miquel Soler           | 2     | -1    | -              | -              |
| DEF | Agustí Faura           | 28    | 2     | 3              | -              |
| DEF | Abel Hernández         | 24    | -     | 3              | -              |
| DEF | Antoni Argilés         | 21    | -     | -              | -              |
| DEF | Amaro Dauder           | 10    | -     | 1              | -              |
| DEF | Cata                   | 5     | -     | -              | -              |
| DEF | Josep Parra            | -     | -     | -              | -              |
| DEF | Salvador Gimeno        | -     | -     | -              | -              |
| MIG | José Sastre            | 25    | 6     | 3              | 1              |
| MIG | David Casamitjana      | 23    | -     | 3              | -              |
| MIG | Eduardo Vílchez        | 22    | 3     | 3              | -              |
| MIG | Emili Gàmiz            | 10    | -     | 1              | -              |
| MIG | István Kis Szolnok     | 6     | 3     | 2              | 1              |
| MIG | Ángel De Tomás Aguirre | 4     | -     | 2              | -              |
| MIG | Josep Maria Ruiz       | 4     | 1     | -              | -              |
| MIG | Lluís Muñoz            | -     | -     | -              | -              |
| DAV | Juan Armando Benavídez | 28    | 8     | 3              | -              |
| DAV | Carlos Torres          | 25    | 11    | 3              | 1              |
| DAV | Óscar Coll             | 24    | 10    | 2              | -              |
| DAV | Antoni Camps           | 19    | -     | 1              | -              |
| DAV | Julià Arcas            | 9     | 1     | -              | -              |
| DAV | Hugo Villamide         | 6     | -     | -              | -              |
| DAV | Luis Lax               | 5     | -     | -              | -              |
| DAV | Ramon Balasch          | 1     | -     | -              | -              |
| DAV | Vicenç Piera           | 1     | -     | -              | -              |